# Full Circle (canção de Company B)
"Full Circle" é um single do álbum Company B, lançado pelo grupo de freestyle Company B em 1987. Embora não tenha entrado na Billboard Hot 100, a canção obteve grande sucesso na parada dance, alcançando a posição #5. A versão 12" Single alcançou o primeiro lugar de singles mais vendidos.

## Faixas
7" Single
| N.º | Título                       | Duração |  |
| 1.  | "Full Circle" (Edit Version) | 4:00    |  |
| 2.  | "Full Dub-El" (Dub Version)  | 3:55    |  |

12" Single
| N.º | Título                               | Duração |  |
| 1.  | "Full Circle" (Vocal / Club Version) | 7:48    |  |
| 2.  | "Full Circle" (Dub Version)          | 6:48    |  |
| 3.  | "Full Circle" (Vocal / Radio Edit)   | 4:59    |  |

12" Single (Promo)
| N.º | Título                                | Duração |  |
| 1.  | "Full Circle" (Sax and Dog House Mix) | 8:54    |  |
| 2.  | "Full Circle" (Can We Talk?)          | 7:02    |  |

## Posições nas paradas musicais
| Parada musical (1987)                               | Melhor posição |
| --------------------------------------------------- | -------------- |
| Estados Unidos - Hot Dance Music/Club Play          | 5              |
| Estados Unidos - Hot Dance Music/Maxi-Singles Sales | 1              |